# Operacja Paukenschlag

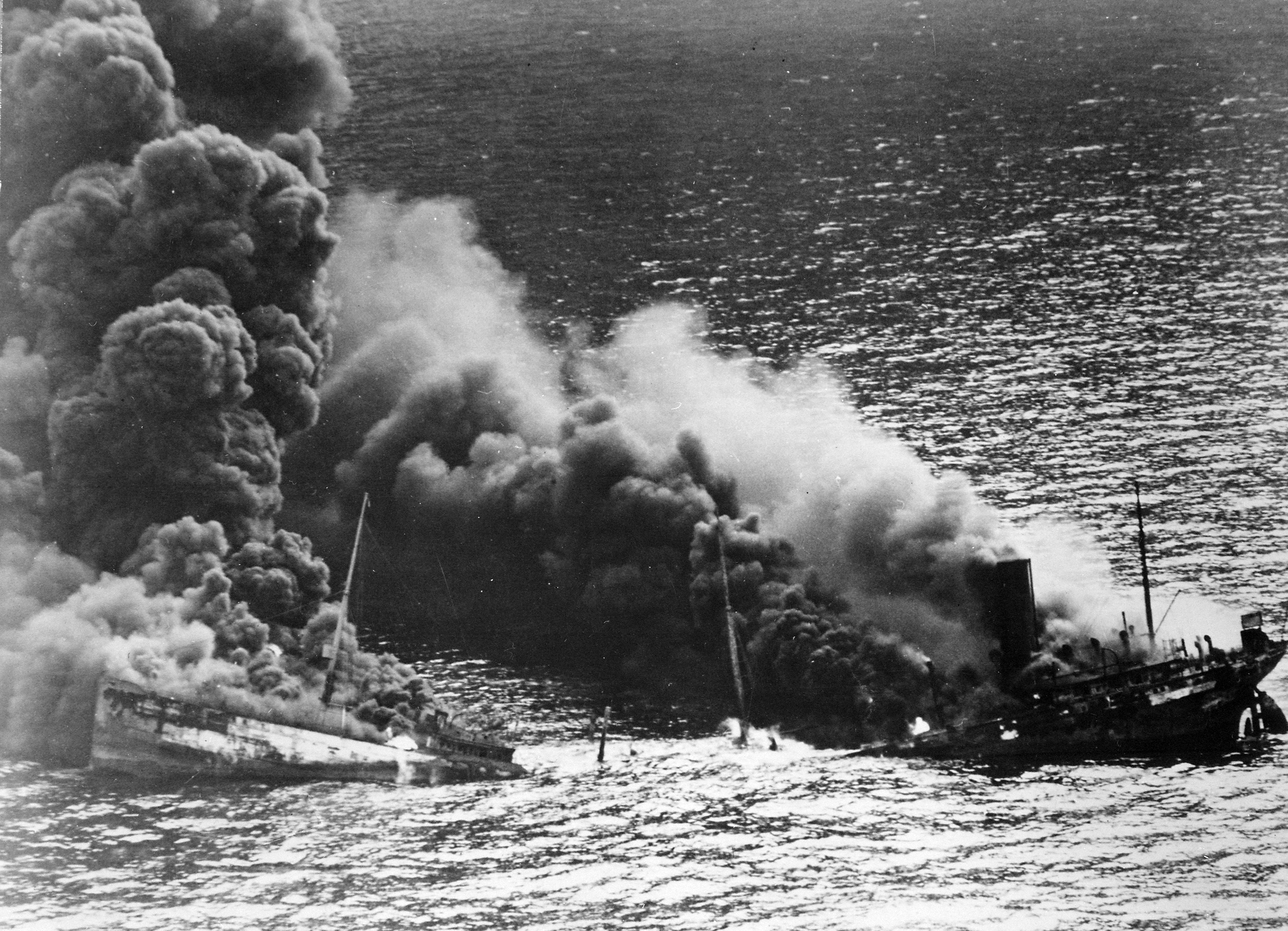
„Dixie Arrow” storpedowany przez U-71

Paukenschlag – kryptonim niemieckiej ofensywy U-Bootów, która rozpoczęła się 13 stycznia 1942 roku.

## Historia
Miała ona sparaliżować aliancką żeglugę handlową na przybrzeżnych akwenach USA. Głównym zamysłem było utrudnienie wysyłania sprzętu wojennego do Wielkiej Brytanii. W pierwszym miesiącu operacji w działaniach bojowych wzięło udział 11 U-Bootów (m.in. U-66, U-85, U-109, U-123, U-125, U-130), zatapiając okręty o łącznej pojemności ponad 150 tys. BRT.